# Ilse Knott-ter Meer

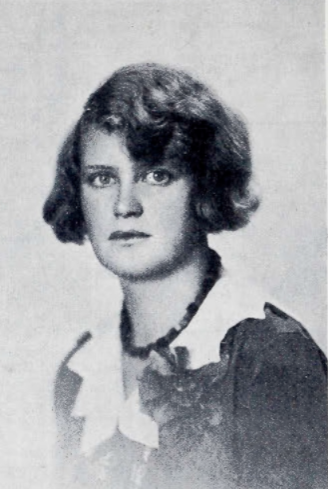
Ilse Knott-ter Meer 1930

Ilse Knott-ter Meer, geboren als Ilse ter Meer, (* 14. Oktober 1899 in Hannover; † 3. November 1996 in Rottach-Egern) war eine der ersten deutschen Maschinenbau-Ingenieurinnen mit dem akademischen Grad Dipl.-Ing.

## Leben
Durch ihren Vater, Gustav ter Meer, bekam Ilse ter Meer bereits ein Interesse an Dampfmaschinen, Autos und technischen Dingen vermittelt. Am Realgymnasium (für Knaben) in Hannover legte sie ihr Abitur ab und studierte anschließend von 1919 bis 1922 Maschinenbau an der Technischen Hochschule Hannover und von 1922 bis 1924 an der Technischen Hochschule München. Zur damaligen Zeit konnten die männlichen Studierenden mit einer Frau im Hörsaal wenig anfangen und machten ihrem Unmut durch Stampfen und Pfeifen Luft. Es gab aber auch Kommilitonen, die ihre Mitstudentin gegen verbale Attacken in Schutz nahmen.
1924 schloss Ilse ter Meer (gemeinsam mit Wilhelmine Vogler) ihr Maschinenbaustudium an der Technischen Hochschule München ab. 1925 heiratete sie den Diplom-Ingenieur der Elektrotechnik Carl Knott, und zog mit ihm nach Aachen, wo sie im eigenen Büro arbeitete. Unter anderem vertrat sie die Patente auf Schleudermaschinen zur Abwasserreinigung, die ihr Vater, Gustav ter Meer, seinerzeit als Direktor bei der Hanomag entwickelt hatte. Ebenfalls 1925 wurde Ilse Knott-ter Meer erstes offizielles weibliches Mitglied im Verein Deutscher Ingenieure (VDI).
In der Folgezeit arbeitete sie bei Siemens & Halske in Berlin, brachte 1932 und 1935 zwei Söhne zur Welt, betätigte sich freiberuflich und begleitete ihren Mann auf Reisen. Ab 1929 gehörte sie der britischen Women Engineers' Society an. Aus Anlass der Weltkraftkonferenz 1930 in Berlin organisierte sie das erste Treffen deutscher Ingenieurinnen.
Ab 1956 gehörte sie dem Beirat der VDI-Fachgruppe Haustechnik an und leitete das Büro der Generalvertretung eines US-amerikanischen Elektrogeräte-Herstellers. 1960 war sie eine der sechs Gründerinnen des VDI-Ausschusses Frauen im Ingenieurberuf. 1964 beteiligte sie sich als Vertreterin der Bundesrepublik Deutschland an der ersten Internationalen Konferenz von Ingenieurinnen in New York. Beim VDI hielt sie Vorträge über Haushaltstechnik und arbeitete im REFA-Ausschuss Hauswirtschaft mit.
1987 starb ihr Mann Carl Knott nach 62-jähriger Ehe. Ihre letzten Jahre verbrachte sie im Wohnstift Rupertihof in Rottach-Egern, wo sie sich im Alter von über 90 Jahren durch Fachzeitschriften über Elektrotechnik und Elektronik auf dem Laufenden hielt. Nach ihrem Tod  wurde ihre Urne am 18. November 1996 an der Seite ihres Mannes beigesetzt.

## Ehrungen

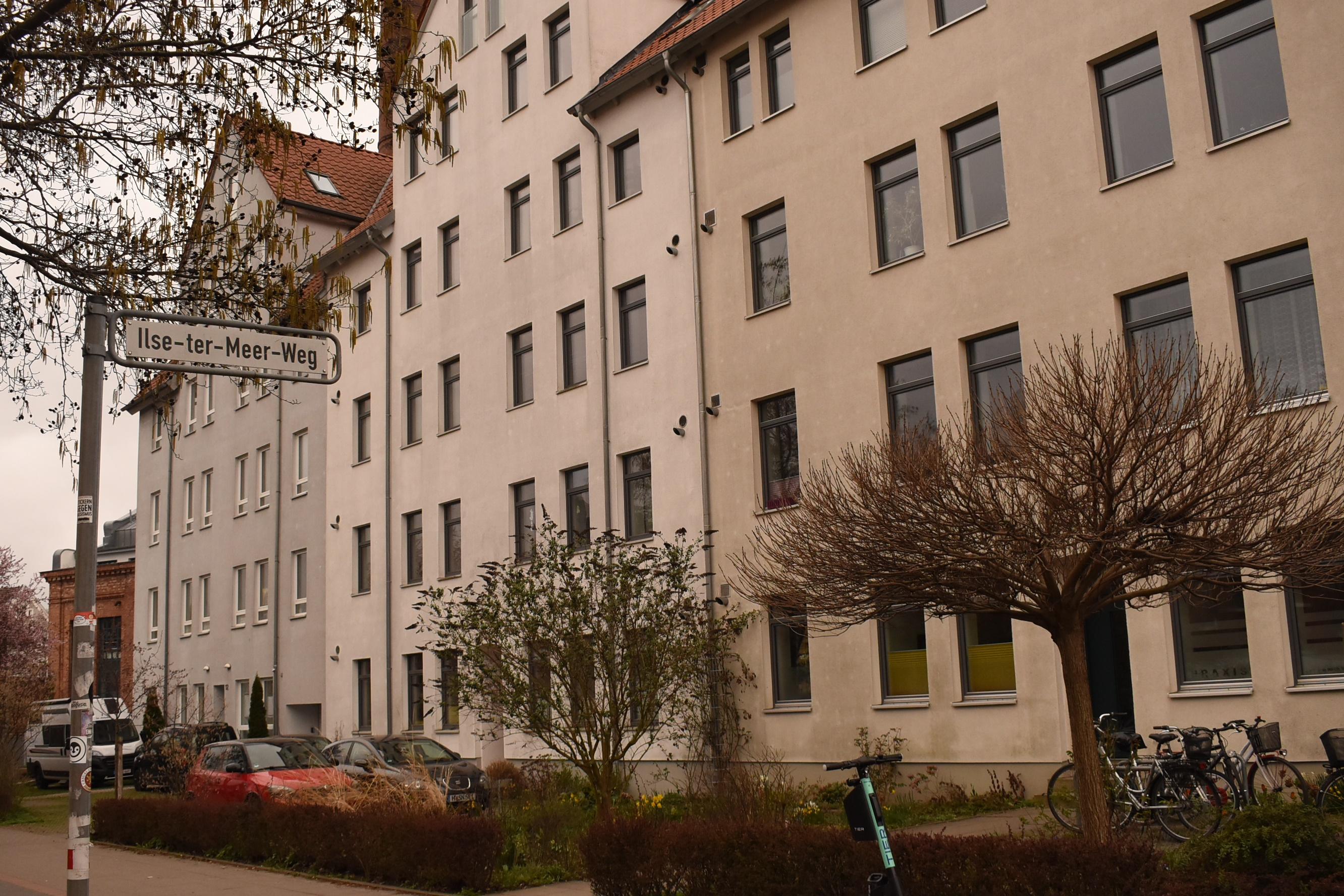
Der Ilse-ter-Meer-Weg in Hannover-Linden

- Posthum wurde die Ingenieurin geehrt durch die Namensgebung des 1998 angelegten Ilse-ter-Meer-Wegs im Ahrbergviertel im hannoverschen Linden-Süd.[2]
- Das Haus für Studierende der Leibniz Universität Hannover auf dem Campus Maschinenbau Garbsen ist nach Ilse Knott-ter Meer benannt (IK-Haus).